# Jet Li: Rise to Honor
A Jet Li: Rise to Honor egy videójáték, amit 2004-ben adott ki a  Sony. A játékot úgy fejlesztették, hogy Jet Li több mint háromezer mozdulatát rögzítették motion capture technológiával. Az akciójeleneteket Corey Yuen koreografálta. A játék vegyes kritikai fogadtatást kapott, dicsérték a képi világot, a hangzást, a zenét, viszont a játszhatóságot és a játék túl egyszerű voltát kritizálták.